# Anni 1630

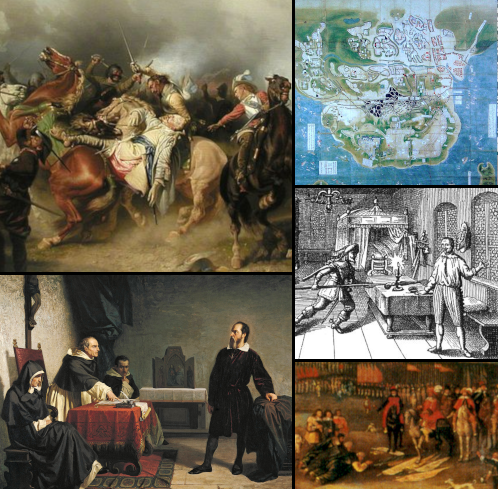
Eventi di rilievo degli anni 1630: la morte di Gustavo Adolfo nella Battaglia di Lützen nel 1632; l’Assedio del Castello di Hara durante la Ribellione di Shimabara (1637-1638); l’assassinio del generale Albrecht von Wallenstein nel 1634; la resa dei russi ai polacco-lituani dopo l’Assedio di Smolensk nel 1634; il processo a Galileo Galilei nel 1633.

Gli anni 1630 sono il decennio che comprende gli anni dal 1630 al 1639 inclusi.

## Eventi, invenzioni e scoperte
- Nasce il Barocco (l'arte crea lo spazio e non l'abbellisce soltanto).
- La letteratura aspira a meravigliare con effetti nuovi e sorprendenti.
- La scienza scopre l'universo.
- Cambia il rapporto tra scrittore e pubblico.
- Scompare la corte culturale.